# La Puebla de Valverde
La Puebla de Valverde è un comune spagnolo di 485 abitanti situato nella comunità autonoma dell'Aragona.